# フィル・ムーアビー
フィル・ムーアビー（Phil Moorby）は、イギリス出身の計算機科学者である。ハードウェア記述言語・Verilogの開発者として知られている。
イギリスのバーミンガムで生まれ育ち、サウサンプトン大学で数学を学んだ。1974年にマンチェスター大学で計算機科学の修士号を取得した。1983年にアメリカに渡った。
ゲートウェイ・デザイン・オートメーション社に在籍中の1984年、Verilogと、そのシミュレータのVerilog-XLを開発した。1990年、ゲートウェイ社はケイデンス・デザイン・システムズにより買収された。
ムーアビーは1997年にスタートアップ企業のSynaPix社に入社した。ここでは、オプティカルフロー、モーションフィールド、点群などの技術を使って動画のフレームから3Dモデルを自動的に抽出するマッチムーブやビデオ・トラッキングのアルゴリズムに取り組んだ。
ムーアビーは1999年にCo-Design Automation社に入社し、その後2002年にシノプシスに入社して、Verilogを拡張したSystemVerilogに取り組んだ。
2005年10月10日、「EDA業界への貢献、特に電子設計自動化ツールとして世界で最も普及しているツールの1つであるVerilogの開発と普及」に対してフィル・カウフマン賞を受賞した。2016年4月、「ハードウェア記述言語Verilogの発明と普及」に対してコンピュータ歴史博物館フェローとなった。